# Christopher Zeller
 Christopher Zeller (ur. 14 września 1984 w Monachium) – niemiecki hokeista na trawie. Dwukrotny medalista olimpijski.

## Kariera sportowa
Występuje w napadzie. W reprezentacji Niemiec debiutował w 2003. Brał udział w dwóch igrzyskach (IO 04, IO 08), na obu zdobywał medale: brąz w 2004 i złoto cztery lata później. W obu turniejach zdobył łącznie osiem bramek, w tym zwycięską w finale z Hiszpanią w 2008. Z kadrą brał udział m.in. w mistrzostwach świata w 2006 (tytuł mistrzowski) oraz kilku turniejach Champions Trophy. Grał w klubach Münchner SC (1998-2006) i HC Bloemendaal (2006-2007), a od 2007 jest zawodnikiemRot-Weiß z Kolonii.
Jego brat Philipp także jest hokeistą, mistrzem olimpijskim z Pekinu.